# Croomia heterosepala
Croomia heterosepala är en enhjärtbladig växtart som först beskrevs av John Gilbert Baker, och fick sitt nu gällande namn av Shunki Okuyama. Croomia heterosepala ingår i släktet Croomia och familjen Stemonaceae. Inga underarter finns listade.